# Liste der Baudenkmäler in Auenheim (Bergheim)
Die Liste der Baudenkmäler in Auenheim (Bergheim) enthält die denkmalgeschützten Bauwerke auf dem Gebiet von Bergheim-Auenheim in Nordrhein-Westfalen (Stand: April 2010
). Diese Baudenkmäler sind in der Denkmalliste der Stadt Bergheim eingetragen; Grundlage für die Aufnahme ist das Denkmalschutzgesetz Nordrhein-Westfalen (DSchG NRW).
| Bild           | Bezeichnung                                   | Lage                   | Beschreibung | Bauzeit                       | Denkmal- nummer | Eintragung Aktenzeichen |
| -------------- | --------------------------------------------- | ---------------------- | --- | ----------------------------- | --------------- | ----------------------- |
| weitere Bilder | Sogenannter Ordenshof                         | Lourther Weg 2 Lage    | 1781 durch Ankerzahlen datiert; 2-geschossiges Backsteinwohnhaus, traufständig zum Lourther Weg liegend, mit beidseitig anschließenden 1-geschossigen Backsteinflügeln; 1211 erstmals als Besitz der Abtei Kamp erwähnt, 1280 an die Kölner Deutschordenskommende St. Katharina, in deren Besitz bis zur Säkularisation. Ursprünglich wasserumwehrt, Gräben heute zugeschüttet, Wirtschaftsgebäude 1955 teilweise abgerissen. | 1781                          | 30              | 15. März 1989 AZ: 96    |
| weitere Bilder | Wohnhaus                                      | Lourther Weg 33 Lage   | Das Objekt ist inschriftlich auf 1849 datiert. Repräsentativer Vierkanthof aus Backstein in Einzellage, Wohnhaus traufständig zum Lourther Weg an einer Seite des Gevierts liegend | 1849                          | 146             | 28. Juli 1993 AZ: 212   |
| weitere Bilder | Katholische Pfarrkirche St. Medardus Auenheim | Lage                   | Eine Kapelle bereits 1187 und im „liber valoris“ um 1300 erwähnt; Patronatsrechte lagen ursprünglich zu gleichen Teilen bei den Abteien Kamp und Brauweiler, 1280 gingen sie an die Kölner Deutschordenskommende St. Katharina über, wo sie bis 1802 verblieben | 1187                          | 44              | 17. Juli 1989 AZ: 85    |
| weitere Bilder | Katholische Pfarrkirche Auenheim/Friedhof     | Lage                   | Von einer Backsteinmauer umfriedeter, fast ovaler Kirchhof, in der Umfriedungsmauer in regelmäßigen Abständen, heute leere Bildstöcke aus Backstein, ehemals Kreuzwegstationen; Auf dem Kirchhofgelände eine Reihe Grabsteine vom 16. bis 20. Jh. | 1187                          | 170             | 17. Mai 1994 AZ: 280    |
| weitere Bilder |                                               | Ordensstraße 4 Lage    | 2-geschossiges Backsteingebäude auf einem Gartengrundstück von der Straße weit zurückliegend und zu dieser giebelseitig angeordnet; Traufseiten symmetrisch gegliedert durch 5 Achsen, Giebelseiten 3-achsig; Mitteleingänge an beiden Traufseiten, alle Fenster hochrechteckig bis leicht stichbogig mit Werksteinsohlbänken, der Sockel leicht abgesetzt, an einer Traufseite verputzt, darin freiliegende Kellerfenster; Eingänge mit Werksteinrahmen, umlaufendes Geschosstrennungsgesims, gestuftes Traufgesims, an den Giebelseiten weitergeführt; an der Rückseite schließen 2-flügelig 1-geschossige Backsteingebäude an, durchweg mit stichbogigen Öffnungen, ehemals Wirtschaftsgebäude, heute zu Wohnzwecken ausgebaut. | um 1850                       | 148             | 28. Sep. 1993 AZ: 213   |
| weitere Bilder | Wohnhaus                                      | Ordensstraße 24 Lage   | Wohnhaus eines um 1860 errichteten großen Backsteinvierkanthofes an einer Straßengabelung gelegen. Wohnhaus im Zwickel der beiden Verkehrswege, 2-geschossig, Backstein mit abgesetztem, verputztem Sockel, gegliedert durch 5 Achsen; Fenster einfach eingeschnitten und stichbogig mit Werksteinsohlbänken, Mitteleingang mit Oberlicht, originalem Türblatt und Werksteinrahmen, gestufte Traufzone mit Zahnschnitt, der vorliegende Garten wird in seiner Form durch die Straßenecke bestimmt. | um 1860                       | 167             | 1. Feb. 1994 AZ: 215    |
| weitere Bilder | Brikettfabrik Fortuna-Nord                    | Auenheimer Straße Lage | Die Brikettfabrik Fortuna Nord ist die vorletzte der im Rheinischen Braunkohlerevier an neuem Standort errichteten Brikettfabriken. Im Herbst 1941 verließen die ersten Briketts das Werk, dessen Tagesleistung sich Ende 1942 auf 2.000 Tonnen belief. Der größte Teil der technischen Ausstattung der neuen Fabrik wurde von der Zeitzer Eisengießerei und Maschinenbau AG (ZEMAG), die Anlagen der Rohkohlenversorgung einschließlich Nassdienst durch die Klöckner-Humboldt-Deutz AG (Köln-Kalk) aus geführt, im Pressenhaus waren 16 Zwillingspressen im Einsatz (heute noch erhalten). | Planungen 1937/38 aufgenommen | 262             | 4. Nov. 2009 AZ: 321    |

- Karte mit allen Koordinaten:
- OSM |
- WikiMap